# 竹内栄治
竹内 栄治（たけうち えいじ、1986年4月17日 - ）は、日本の男性声優。
愛知県稲沢市出身、アーツビジョン所属。

## 略歴
愛知県立美和高等学校、愛知学院大学法学部卒業。
日本ナレーション演技研究所卒業。

## 人物
趣味は音楽鑑賞、ゲーム、野球、ギター演奏。
方言は名古屋弁。

## 出演
太字はメインキャラクター。

### テレビアニメ
2012年
- ココロコネクト（男子生徒）
- さくら荘のペットな彼女（生徒、男子B）
- ジョジョの奇妙な冒険（司会）
- 探検ドリランド（衛兵）
- 名探偵コナン（2012年 - 2017年、男性アナウンサー、刑事、村上康夫）
- リトルバスターズ!（男子生徒D、生徒A、男子生徒A）

2013年
- アイカツ!（通行人）
- 惡の華
- AKB0048 next stage（観客A）
- 俺の彼女と幼なじみが修羅場すぎる（男子生徒C）
- 帰宅部活動記録（魔法使い）
- キングダム（趙高、秦国兵、羅元、栄備、郭叫、姜燕の部下）
- ささみさん@がんばらない（クラスメイトA）
- THE UNLIMITED 兵部京介（観光客）
- ストライク・ザ・ブラッド（獣種、キャスター、アイランドガード）
- ダイヤのA（2013年 - 2020年、栄純の父、太田部長、坂井一郎、木島澪、星田守 他） - 3シリーズ
- とある科学の超電磁砲S（研究員、チンピラ）
- ドラえもん（テレビ朝日版第2期）（カラス天狗）
- はたらく魔王さま！（2013年 - 2023年、カワッチ / 川田武文） - 3シリーズ
- ビーストサーガ（アゴールC）
- WHITE ALBUM2（実行委員C）
- 〈物語〉シリーズ セカンドシーズン（男子生徒）

2014年
- アカメが斬る!（目、男B）
- ウィザード・バリスターズ 弁魔士セシル（レポーター）
- ガイストクラッシャー（門下生A）
- ゴールデンタイム（先輩男子C）
- 残響のテロル（職員）
- 四月は君の嘘（男子生徒）
- Z/X IGNITION（チンピラ）
- 戦国BASARA Judge End（豊臣兵）
- ソードアート・オンラインII（プレイヤー）
- それでも世界は美しい（兵士）
- テラフォーマーズ（ジョハン）
- 東京レイヴンズ（双角会員、職員、祗魔官）
- ノーゲーム・ノーライフ（観衆）
- ハイキュー!!（北川第一応援団）
- ベイビーステップ（教師）
- 魔法戦争（特魔機関の男、スリーマンセル双子魔法使い、監査官）

2015年
- 青春×機関銃（黒服、プレイヤー）
- 暁のヨナ（役人）
- ゴッドイーター（科学者）
- 銃皇無尽のファフニール（軍人、オペレーター）
- 少年ハリウッド -HOLLY STAGE FOR 50-（ライター）
- ジョジョの奇妙な冒険 スターダストクルセイダース（男B）
- すべてがFになる THE PERFECT INSIDER
- 電波教師（男子生徒B）
- NARUTO -ナルト- 疾風伝（マムシ）
- 美男高校地球防衛部LOVE!
- モンスター娘のいる日常（ロン毛）

2016年
- アイカツスターズ!（クライアント）
- この美術部には問題がある!（諸星先生、運動部員）
- 少年メイド（日野の父）
- 双星の陰陽師（2016年 - 2017年、罧原徹、ケガレ、化野豹牙、神稲、桜の父 他）
- DAYS（近藤留夏）
- TRICKSTER -江戸川乱歩「少年探偵団」より-（今泉正義）
- ドリフターズ（オルテ兵、ドワーフ長）
- バッテリー（草薙先生）
- バトルスピリッツ ダブルドライブ（部下A）
- はんだくん（3年A、3年）
- 僕だけがいない街（高橋）
- 無彩限のファントム・ワールド（隊長）

2017年
- 銀魂.（鬼兵隊隊士、奈落A）
- 龍の歯医者
- ちるらん にぶんの壱（隊士A）
- GRANBLUE FANTASY The Animation（帝国兵B、騎空士A）
- 銀の墓守り（男、マスター）
- ようこそ実力至上主義の教室へ（2017年 - 2024年、須藤健） - 3シリーズ
- キノの旅 -the Beautiful World- the Animated Series（若い男A）
- 6HP/シックスハートプリンセス（牙更城 王）

2018年
- BORUTO-ボルト- NARUTO NEXT GENERATIONS（ヒダリ）
- ハクメイとミコチ（古着屋店長）
- ヒナまつり（吉田）
- BANANA FISH（スティーブン・トムソン）
- HUGっと!プリキュア（庵野草介）
- 僕のヒーローアカデミア（公安委員）

2020年
- 宝石商リチャード氏の謎鑑定（羽瀬啓吾）
- 富豪刑事 Balance:UNLIMITED（芸人）
- デカダンス（フェンネル）
- ヒーリングっど♥プリキュア（ネブソック）
- 神様になった日（貸金屋 / 元貸金屋）

2021年
- ゲキドル（観客）
- 東京リベンジャーズ（2021年 - 2023年、長内信高） - 3シリーズ
- 無職転生 〜異世界行ったら本気だす〜（ガルス・クリーナー）

2023年
- 『FLAGLIA』〜なつやすみの物語〜（ニッタ）
- 『ヒプノシスマイク-Division Rap Battle-』Rhyme Anima +（天国獄）

2024年
- 烏は主を選ばない（澄尾）
- 怪獣8号（先輩隊員）

### 劇場アニメ
- ベルセルク 黄金時代篇（2012年） - 2作品
- キャプテンハーロック -SPACE PIRATE CAPTAIN HARLOCK-（2013年）
- デス・ビリヤード（2013年、男性客）
- THE LAST -NARUTO THE MOVIE-（2014年、忍〈雲の国〉）

### OVA
- 乙女なでしこ恋手帖（2012年、大津寄要）
- ひぐらしのなく頃に拡〜アウトブレイク〜（2013年、住人）
- ダイヤのA（2014年 - 2015年、小湊 父、テツヤ） - 原作第44・45巻限定版

### Webアニメ
- ケンガンアシュラ（2019年、横田将靖[12]、阿久富士夫[12]）

### ゲーム
2012年
- 海賊ファンタジア

2013年
- 戦場のウエディング
- ティアーズ・トゥ・ティアラII 覇王の末裔
- ボーイフレンド（仮）（穂高夏生）

2014年
- 刻のイシュタリア

2015年
- クイズRPG 魔法使いと黒猫のウィズ（2015年 - 2025年、カタバ・フツガリ、スクナ・フルクマ、クロッシュ・トラウ）

2016年
- グランブルーファンタジー（2016年 - 2023年、偵察兵〈ライナス〉、バルディール、バレンティン、ウィルナス〈竜〉）

2018年
- オクトパストラベラー

2019年
- ドラゴンクエストXI 過ぎ去りし時を求めて S

2020年
- Marvel's Avengers（スティーブ・ロジャース / キャプテン・アメリカ）
- ヒプノシスマイク -Alternative Rap Battle-（天国獄）
- OCTOPATH TRAVELER 大陸の覇者（エフレン）
- 幻獣契約クリプトラクト（ローラン）

2021年
- 廃深
- 共闘ことばRPG コトダマン（長内信高）

2022年
- Food Fantasy（カツ丼）
- ソウルハッカーズ2（R.S.）
- タクティクスオウガ リボーン
- 東京リベンジャーズ ぱずりべ！全国制覇への道（長内信高）

2023年
- OCTOPATH TRAVELER II（囚人エメラルド）
- ガールフレンド（仮）（悪ボドゲ男）
- モンスターストライク（長内信高）

2024年
- ファイナルファンタジーVII リバース

2024年
- アウタープレーン（アオイ）
- ミストニアの翅望 -The Lost Delight-（ライリー＝ランドルフ）

### ドラマCD
- あやかし緋扇 スペシャルドラマCD「シークレット♥デート」（聖真人）※Sho-Comi 2013年8号 - 11号誌上通販
- 虎穴ダイニング（ホスト[27]）
- SolidS vol.3（スタッフ）
- ヒプノシスマイク-Division Rap Battle-（2019年 - 、天国獄）

### BLCD
- 滴る牡丹に愛〜レオパード白書3〜（2012年、ヤクザ2）
- 500年の営み（2013年、生徒）
- only you only（2014年、須藤友達）
- イベリコ豚と恋の奴隷（2015年、クニ）
- クロネコ彼氏の愛し方（2015年、正人）
- 魔女っ子少年マジカルピース〜大正103年・巡る5つの時間軸〜（2015年、男性アナウンサー・市民B）
- オレだけ見ないと××しちゃうぞ（2015年、圭一父）
- 眠り男と恋男（2016年、バーの店主）
- そんなに言うなら抱いてやる（2021年、マスター）
- 猫とスピカ（2021年、川村鴻太）
- 寺野くんと熊崎くん（2022年、錦）
- 猫とスピカ2（2022年、川村鴻太）

### デジタルコミック
- VOMIC ハイキュー!!（関向幸治）
- オメガのおれの嘘つきくすり指（2023年、吾妻怜）[28]
- 銀次と桃田（2023年、桃田嶺[29]）

### 吹き替え

#### 映画
- アサシン クリード
- ある天文学者の恋文（トミー）
- 痛み
- イングリッシュ・ペイシェント（ダゴスティーノ〈ニーノ・カステルヌオーヴォ〉）※Netflix版
- イントゥ・ザ・ストーム（トッド・ホワイト〈ブランドン・ライター〉）
- エール!（ガブリエル・シェビニオン〈イリアン・ベルガラ〉）
- X-MEN:フューチャー&パスト
- エンド・オブ・ホワイトハウス（チョKUF幹部兵士〈ケヴィン・ムーン〉、リムKUF技術者〈マラーナ・リー〉、ジョーンズ特別警護官 他）
- カリフォルニア・ダウン（キム・パク博士〈ウィル・ユン・リー〉）
- 疑惑のチャンピオン（フロイド・ランディス〈ジェシー・プレモンス〉）
- 消されたスキャンダル（キングスリー〈フランツ・ドラメー〉）
- ゴーストライダー2（レイ・キャリガン / ブラックアウト〈ジョニー・ホイットワース〉）
- サウスポー
- ザ・スクワッド（ジェノ）
- ザ・ファーム 法律事務所
- ザ・ブリザード（リチャード・リヴシー〈ベン・フォスター〉）
- シャッフル・フライデー（エリック〈マニー・ジャシント〉[30]）
- スイッチング・プリンセス（ケビン 〈ニック・サガー〉）
  - スイッチング・プリンセス: もう一度スイッチ!
  - スイッチング・プリンセス3: 思いかけないスイッチ!
- スカイライン -奪還-（トレント・コーリー〈ジョニー・ウェストン〉）
- スターリングラード 史上最大の市街戦（クラスノフ〈オレグ・ヴォルク〉）
- ソーシャル・キラー 金曜日のネットストーカー（シェルトン）
- その女諜報員 アレックス
- ターザン:REBORN（丸耳兵[31]）
- ティーン・ビーチ・ムービー（シーキャット〈ジョーダン・フィッシャー〉）
- ティーン・ビーチ 2（シーキャット〈ジョーダン・フィッシャー〉）
- ディファイアンス
- 12 ラウンド/リローデッド
- ドラゴンハート 〜新章:戦士の誕生〜（ライクナー）
- トレマーズ ブラッドライン
- ネイビーシールズ
- はじまりは5つ星ホテルから
- #フォロー・ミー（コール〈キーガン・アレン〉）
- ハングリー・ラビット
- ビバリーヒルズ・コップ ※Netflix版
- ビバリーヒルズ・コップ2 ※ソフト版
- 二ツ星の料理人（ミシェル〈オマール・シー〉）
- マダム・メドラー おせっかいは幸せの始まり（フレディ〈ジェロッド・カーマイケル〉）
- ミュータント・タートルズ（男性科学者1）
- ミュータント・ニンジャ・タートルズ:影〈シャドウズ〉（審判）
- ラスト・サマー〜この夏の先に〜（グリフィン・ホーリガン〈KJ・アパ〉）
- ラスト・パニッシャー（ジョーイ〈ノア・ル・グロ〉）
- 理想の男になる方法（フィル）
- リンカーン

#### ドラマ
- iCarly
- アプレンティス4/セレブたちのビジネスバトル
- アンフォゲッタブル 完全記憶捜査
- キャッスル 〜ミステリー作家は事件がお好き シーズン3
- KILLJOYS/銀河の賞金ハンター（ヴィンセント）
- glee/グリー（ジェイク・パッカーマン〈ジェイコブ・アーティスト〉）
- コバート・アフェア シーズン4
- 殺人を無罪にする方法
- ザ・ファーム 法律事務所
- 主任警部 アラン・バンクス5 最終章前編
- 第3病院〜恋のカルテ〜
- CHUCK/チャック ファイナルシーズン
- 24 -TWENTY FOUR-（ロン・クラーク〈ロス・マッコール〉）
- 24-LIVE ANOTHER DAY
- ノンストップ・スリラー「暴走地区-ZOO-」シーズン2、3（ローガン〈ジョシュ・サラティン〉）
- PERSON of INTEREST 犯罪予知ユニット
- ハリーズ・ロー 裏通り法律事務所
- パワーレンジャー・S.P.D.（トレント・フェルナンデス/ダイノサンダーホワイトレンジャー）
- 火の女神ジョンイ（イ・ユクト[32]〈パク・コニョン〉）
- フランク、アイルランドのダメ男。（ステファン〈ポール・フォーマン〉[33]）
- マルコ・ポーロ（百の目〈トム・ウー〉）
- マンハッタンに恋をして 〜キャリーの日記〜
- ミディアム 霊能者アリソン・デュボア
- レイ・ドノヴァン ザ・フィクサー（ダリル・ワイスブロット〈プーチ・ホール〉）

#### アニメ
- アドベンチャー・タイム
- 百妖譜（王大仙）
- マイリトルポニー〜トモダチは魔法〜（ドーナツ・ジョー、医者）
- RWBY（ブロンズ・ニー）
- LEGO スター・ウォーズ エンパイア・ストライクス・アウト

### 特撮
- 快盗戦隊ルパンレンジャー+警察戦隊パトレンジャー 〜究極の変合体!〜（2018年、マグーダ・ポーンの声[34]）

### 朗読劇
- 【うち劇】新宿ローズ〜青紫の花の事件簿〜（2020年8月16日、配信）江戸川克巳 役[35]
- 声のプロフェッショナルが奏でるリーディングシェイクスピア『マクベス』（2020年12月4日、池袋サンシャイン劇場）マクダフ　魔女 役ほか[36]
- シャーロック・ホームズ〜特別なあのひと〜（2021年1月8日、紀伊国屋サザンシアター TAKASHIMAYA）ジョン・H・ワトソン 役[37]
- PLATTO朗読劇「今宵、明治で酔い痴れて」（2021年1月30日、配信）御國秀一 役[38]
- 朗読劇『STAGE』（2021年4月11日、配信）[39]
- 声のプロフェッショナルが奏でるリーディングシェイクスピア『ロミオとジュリエット』（2021年4月17日、昭和音楽大学テアトロ・ジーリオ・ショウワ）ベンヴォーリオ、他 役[40]
- 音楽朗読劇「レ・ミゼラブル」（2021年7月16日、KAAT神奈川芸術劇場）ジャン・ヴァルジャン 役[41]
- 三つの愛と、厄災（2021年10月12日、紀伊國屋ホール）
- アルセーヌ・ルパン 〜ああ、哀しき怪盗紳士〜（2021年10月22日、紀伊國屋ホール）
- 音楽朗読劇 モンテ・クリスト伯（2021年11月10,11,13日、紀伊國屋ホール）
- VORLESEN フォアレーゼン〜沈黙の日本史　但木土佐成行〜（2021年12月18日、まほろばホール）
- 演劇の毛利さん －The Entertainment Theater Vol.1 リーディングシアター「桜の森の満開の下」（2022年1月12日、サンシャイン劇場）[42]
- 音楽朗読劇「フェルメール・ブルー」（2022年8月4日、TOKYO FMホール）ハン・ファン・メーヘレン 役[43]
- 声優朗読劇フォアレーゼン〜我は暁の雲〜（2022年10月9日、下呂交流会館 泉ホール）[44]
- アニマックス朗読劇「ハニーレモンソーダ」（2022年9月10日、ヒューリックホール東京）石森堅実 役[45]
- 朗読舞踊劇 Tales of Love「阿国－かぶく恋、夢の果て－」（2022年9月28日、サンシャイン劇場）名古屋山三 役[46]
- 朗読劇『ドリアン・グレイの肖像』
- 朗読劇「若きウェルテルの悩み」（2024年5月6日、TOKYO FM HALL）[47]
- 朗読劇「夢から醒めない夢を見よ。」（2024年9月10日・15日、シアター・アルファ東京）[48]
- SF空想科学朗読劇「宇宙戦争」(2025年1月13日、I'M A SHOW）[49]

### オーディオブック
- その男、侵入禁止!（2016年、佐伯）※全編ではなく一部のみ
- 仮面病棟（2020年、朗読[50]）
- すぐやる! 「行動力」を高める“科学的な”方法（2020年、朗読）
- コップクラフト 1 - 6（2020年 - 2021年、朗読）

### テレビ番組
※はインターネット配信。
- 竹内栄治のゼロから職人（2020年 - 、ニコニコ生放送※）[51]
- オールナイト声優フジ -ALLNIGHT SAY YOU FUJI- 2夜（2021年、フジテレビTWO）[52]
- ミュージックブレイク〜声優のひと息〜（2021年10月12日、テレビ東京）
- テレ東卓球塾（2022年8月14日、テレビ東京）
- 竹内栄治SPクッキング（2023年7月11日、cookpadLive※）
- 世界の竹ちゃん（2023年9月26日 - 、NATSLIVE※）

### その他コンテンツ
- スーパープレゼンテーション 吹き替え版「"2つのアメリカ"の衝突」（アナンド・ギリダラダス）
- CRフィーバー創聖のアクエリオン（PVナレーション）
- オーディオドラマ『クレシェンド』（2019年[53]、盗賊・ドクター（第四章）[54] / 2020年[55]、猟師・客（最終章）[56]）
- オーディオドラマ『グランブルーファンタジー OTOCA「氷晶宮でミックスパイを」』（2017年、偵察兵[15]〈ライナス〉）
- パチンコ『ぱちんこ いくさの子』（時期未定、犬千代〈前田利家〉[57]）

## ディスコグラフィ

### キャラクターソング
| 発売日   | 商品名                                                                     | 歌                                                                               | 楽曲 | 備考                                                                  |
| 2017年   | 2017年                                                                     | 2017年                                                                           | 2017年 | 2017年                                                                |
| -------- | -------------------------------------------------------------------------- | -------------------------------------------------------------------------------- | --- | --------------------------------------------------------------------- |
| 5月3日   | ボーイフレンド（仮） きらめき☆ノート コンプリートコレクション#02           | 2-B                                                                              | 「ほっとけないぜ☆クラスメイト」 | ゲーム『ボーイフレンド（仮） きらめき☆ノート』関連曲                  |
| 9月27日  | ボーイフレンド（仮）プロジェクト ミュージックアルバム 藤城学園 #01         | 穂高夏生（竹内栄治）                                                             | 「野菜にサンキュ！」 | ゲーム『ボーイフレンド（仮） きらめき☆ノート』関連曲                  |
| 9月27日  | ボーイフレンド（仮）プロジェクト ミュージックアルバム 藤城学園 #01         | 喜多川翔太（KENN）、白川基（杉山紀彰）、日向湊（髙橋孝治）、穂高夏生（竹内栄治） | 「聖夜にsay yeah!!」 | ゲーム『ボーイフレンド（仮） きらめき☆ノート』関連曲                  |
| 2019年   |                                                                            |                                                                                  | |                                                                       |
| 11月27日 | Bad Ass Temple Funky Sounds                                                | Bad Ass Temple                                                                   | 「Bad Ass Temple Funky Sounds」 | キャラクターCD『ヒプノシスマイク』関連曲                              |
| 11月27日 | Bad Ass Temple Funky Sounds                                                | 天国獄（竹内栄治）                                                               | 「One and Two, and Law」 | キャラクターCD『ヒプノシスマイク』関連曲                              |
| 2020年   |                                                                            |                                                                                  | |                                                                       |
| 9月2日   | ヒプノシスマイク-Division Rap Battle- Official Guide Book 初回限定版特典CD | Division All Stars                                                               | 「SUMMIT OF DIVISIONS」 | キャラクターCD『ヒプノシスマイク』関連曲                              |
| 11月1日  | HYPSTER'S LIMITED                                                          | Division All Stars                                                               | 「ヒプノシスマイク -Division Rap Battle- +」 「ヒプノシスマイク -Division Battle Anthem- +」 「ヒプノシスマイク(D.R.B vs D.B.A)+ HYPSTER MASHUP by TeddyLoid」                                                                               | キャラクターCD『ヒプノシスマイク』関連曲                              |
| 2021年   |                                                                            |                                                                                  | |                                                                       |
| 3月10日  | Bad Ass Temple VS 麻天狼                                                   | Bad Ass Temple、麻天狼                                                           | 「Light & Shadow」 | キャラクターCD『ヒプノシスマイク』関連曲                              |
| 3月10日  | Bad Ass Temple VS 麻天狼                                                   | Bad Ass Temple                                                                   | 「開眼」 | キャラクターCD『ヒプノシスマイク』関連曲                              |
| 3月17日  | ヒプノシスマイク -Division Rap Battle- side D.H & B.A.T 第3巻限定版特典CD  | Bad Ass Temple                                                                   | 「R.I.P.」 | 漫画『ヒプノシスマイク -Division Rap Battle- side D.H & B.A.T』関連曲 |
| 4月23日  | ヒプノシスマイク -Glory or Dust-                                           | Division All Stars                                                               | 「ヒプノシスマイク -Glory or Dust-」 | キャラクターCD『ヒプノシスマイク』関連曲                              |
| 6月18日  | Survival of the Illest +                                                   | Division All Stars                                                               | 「Survival of the Illest +」 | ゲーム『ヒプノシスマイク -Alternative Rap Battle-』オープニングテーマ |
| 7月16日  | Hang out!                                                                  | Division All Stars                                                               | 「Hang out!」 | ゲーム『ヒプノシスマイク -Alternative Rap Battle-』主題歌             |
| 9月8日   | Buster Bros!!! VS 麻天狼 VS Fling Posse                                    | Division All Stars                                                               | 「Hoodstar +」 「2nd D.R.B NON-STOP DIVISION MIX」 | キャラクターCD『ヒプノシスマイク』関連曲                              |
| 2022年   |                                                                            |                                                                                  | |                                                                       |
| 6月15日  | ヒプノシスマイク 2ndアルバム 『CROSS A LINE』                              | Division All Stars                                                               | 「CROSS A LINE」 「ヒプノシスマイク -Division Rap Battle- ＋ 」 「ヒプノシスマイク -Division Battle Anthem- ＋」 「ヒプノシスマイク -Glory or Dust- 」 「Hoodstar ＋」 「SUMMIT OF DIVISIONS 」 「 Survival of the Illest +」 「Hang out! 」 | キャラクターCD『ヒプノシスマイク』関連曲                              |
| 6月15日  | ヒプノシスマイク 2ndアルバム 『CROSS A LINE』                              | Bad Ass Temple                                                                   | 「でらすげぇ宴」 「R.I.P.」 | キャラクターCD『ヒプノシスマイク』関連曲                              |
| 9月2日   | Bad Ass Temple -戒定慧-                                                    | 天国獄（竹内栄治）                                                               | 「If I Follow My Heart」 | キャラクターCD『ヒプノシスマイク』関連曲                              |

### シリーズ一覧
1. ↑  第1期（2013年 - 2015年）、第2期『SECOND SEASON』（2015年 - 2016年）、第3期『actII』（2019年 - 2020年）
2. ↑  第1期（2013年）、第2期『はたらく魔王さま!!』1st Season（2022年）、第2期『はたらく魔王さま!!』2nd Season（2023年）
3. ↑  第1期（2017年）、第2期『2nd Season』（2022年）、第3期『3rd Season』（2024年）
4. ↑  第1期（2021年）、第2期『聖夜決戦編』（2023年）、第3期『天竺編』（2023年）

### ユニットメンバー
1. ↑  喜多川翔太（KENN）、穂高夏生（竹内栄治）、明神堅梧（杉田智和）
2. 1 2 3 4  波羅夷空却（葉山翔太）、四十物十四（榊原優希）、天国獄（竹内栄治）
3. 1 2  山田一郎（木村昴）、山田二郎（石谷春貴）、山田三郎（天﨑滉平）、碧棺左馬刻（浅沼晋太郎）、毒島メイソン理鶯（神尾晋一郎）、入間銃兎（駒田航）、神宮寺寂雷（速水奨）、伊弉冉一二三（木島隆一）、観音坂独歩（伊東健人）、飴村乱数（白井悠介）、夢野幻太郎（斉藤壮馬）、有栖川帝統（野津山幸宏）、白膠木簓（岩崎諒太）、躑躅森盧笙（河西健吾）、天谷奴零（黒田崇矢）、波羅夷空却（葉山翔太）、四十物十四（榊原優希）、天国獄（竹内栄治）
4. ↑  神宮寺寂雷（速水奨）、伊弉冉一二三（木島隆一）、観音坂独歩（伊東健人）
5. ↑  山田一郎（木村昴）、山田二郎（石谷春貴）、山田三郎（天﨑滉平）、碧棺左馬刻（浅沼晋太郎）、毒島メイソン理鶯（神尾晋一郎）、入間銃兎（駒田航）、神宮寺寂雷（速水奨）、伊弉冉一二三（木島隆一）、観音坂独歩（伊東健人）、飴村乱数（白井悠介）、夢野幻太郎（斉藤壮馬）、有栖川帝統（野津山幸宏）